# 碎片大厦
碎片大厦（英語：The Shard），又稱夏德塔、摘星塔。是位于英国伦敦的伦敦桥站西南侧的摩天大楼。高309.6米，为英國第一高樓、欧洲第七高建築物（不計電視發射塔）。耗资15亿英镑（包括收購土地及利息支出），2008年9月开工，2012年7月5日竣工外侧部分，2013年2月1日完工。

## 结构
碎片大厦由曾担任巴黎的蓬皮杜艺术中心设计的意大利建筑师伦佐·皮亚诺负责设计。大厦在经济不景气的时候开幕，开幕之时一个单位都未售出。
直至2013年2月，《泰晤士報》報道碎片大廈25層辦公樓層仍未簽到租客。2013年5月，《每日郵報》報道受到高房租和經濟不景氣影響，大廈72層中僅有六層啟用。
現時大樓的第31-33層是三家分別名為“Oblix”，“胡同”和“碎片水”的餐館。34-52層則是香格里拉酒店，2014年5月6日開張。
截止2014年2月，大樓的其他租客為：卡塔爾的半島電視臺在大樓中有演播室；律師事務所Mathys & Squire；投資銀行Duff & Phelps；能源公司南拐煤氣公司（South Hook Gas）；風險資本公司Foresight Group；以及私立醫療公司HCA集團。大樓的空置率為70%。

## 施工
在摩天大楼的建设中，采用了一些突破性的工程方法，如自上而下的施工，即在建造核心时挖基础 - 这是英国首次采用的方法。 2009年2月，一台移动起重机和一台小型打桩机抵达工地。 2009年3月初，起重机开始将钢梁安装在地下，作为建筑核心的准备工作的一部分。2009年3月16日开始全面施工。2009年5月，新伦敦桥大厦的拆除工作开始，作为与伦敦桥广场项目同时进行的工作的一部分。第一批钢梁于4月28日进入碎片的桩基。共使用了五台起重机来建造碎片，其中四台在塔楼上升时“跳跃”。 起重机1于2009年9月安装，起重机2于10月初安装。到2009年10月20日，钢梁开始出现在工地上，混凝土被浇注在工地的北部，准备安装第3台起重机。
到2010年3月，混凝土核心每天稳步上升约3米（10英尺）。在2010年3月至4月的暂停后，它继续上升，到6月中旬达到了第33层，几乎与Guy's Hospital的顶部143米（469英尺）齐平。2010年7月27日，核心停止上升，达到第38层，并重新配置以进行进一步的建设。到2010年11月中旬，核心已经达到了第68层，而塔楼的钢铁已经达到了第40层，玻璃外墙覆盖了建筑的三分之一。11月底，核心高度超过了235米（771英尺），结束了One Canada Square作为英国最高建筑的18年统治。
碎片的混凝土核心在2011年初达到了第72层，高度为244米（801英尺）。 2011年1月初，安装了液压屏，用于形成酒店和公寓部分的混凝土楼层，并随着楼层上升到第69层。 2011年1月25日，混凝土泵开始在第41层浇筑第一层混凝土楼。 到2011年2月底，混凝土楼层已经上升到第46层，每周平均浇筑一层新楼。 结构的玻璃幕墙也在进行中，主要位于塔楼的“背包”上。 在施工的这个阶段，发现了一只狐狸住在未完工的摩天大楼的顶部。 这只被工作在未完成的建筑结构上的建筑工人留下的食物残渣所养活的狐狸被捕获并送往了沃灵顿的Riverside动物中心。
2011年8月，建设取得了稳步的进展，外部大部分被覆盖。 混凝土楼层的浇筑达到了第67层，塔楼的幕墙施工达到了第58层。 到8月中旬，核心箱已被拆除。 到2011年9月19日，塔楼的钢铁接近已完成核心的高度，几乎达到244米（801英尺）。9月24日，安装了一台最终起重机 - 当时是英国建造的最高起重机 - 以安装摩天大楼的顶部尖顶。尖顶是根据3D模型预制和预组装的，在Yorkshire进行了“测试运行”，然后被吊装到建筑物上。到2011年12月底，碎片已成为欧盟最高建筑，超越了德国法兰克福的Commerzbank Tower。
碎片的钢结构在2012年3月30日顶部完成，当时其66-（217-英尺），500吨的尖顶被吊装到位。随后不久，最后的516块玻璃板被添加进来，将塔楼的高度扩展到了309.6米（1,016英尺）的最高高度。
碎片于2012年7月5日由卡塔尔总理Hamad bin Jassim bin Jaber Al Thani在Prince Andrew, Duke of York陪同下举行的典礼上揭幕。建筑物的实际完工在2012年11月实现。

### 画廊

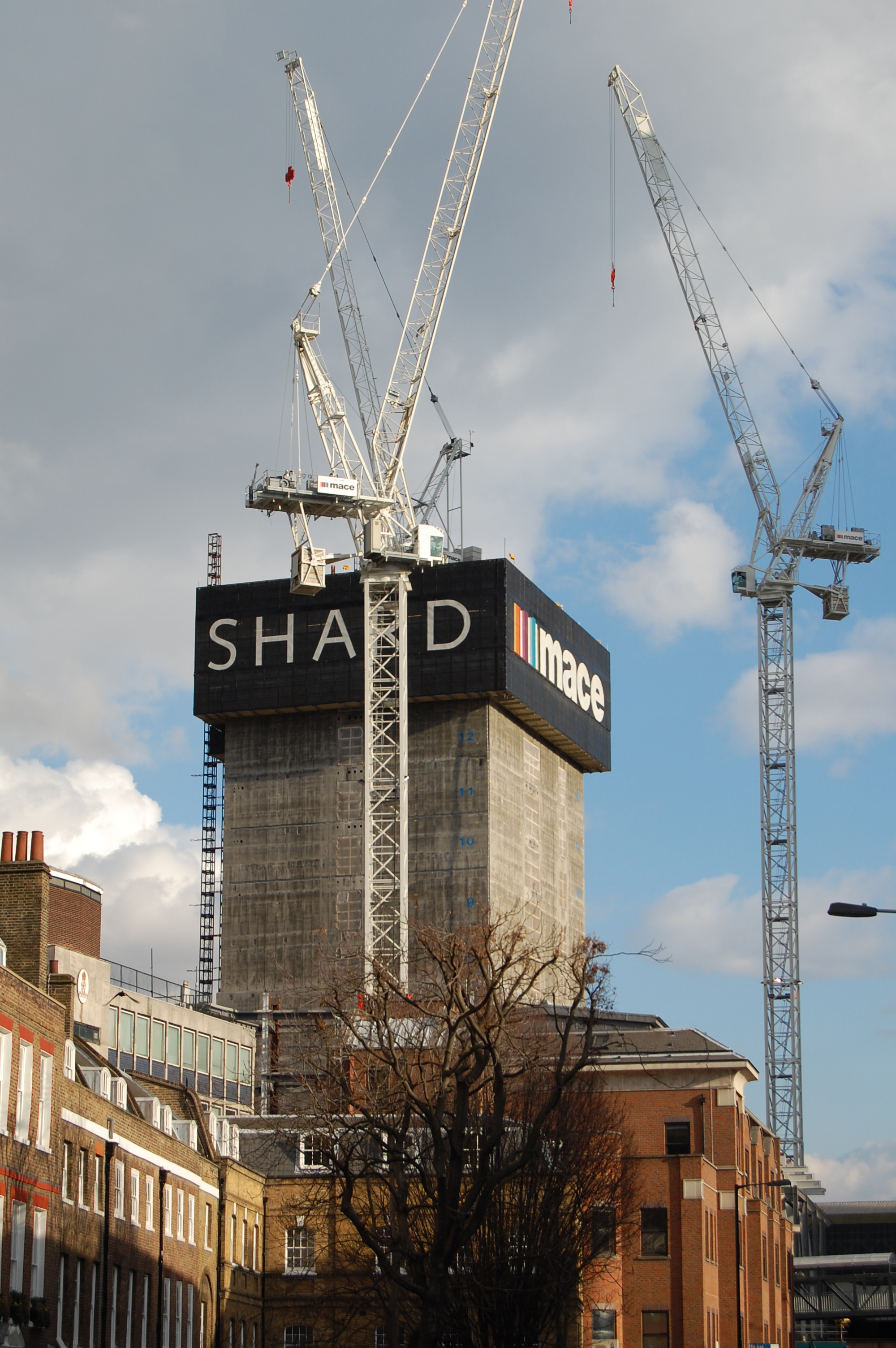
2010年2月
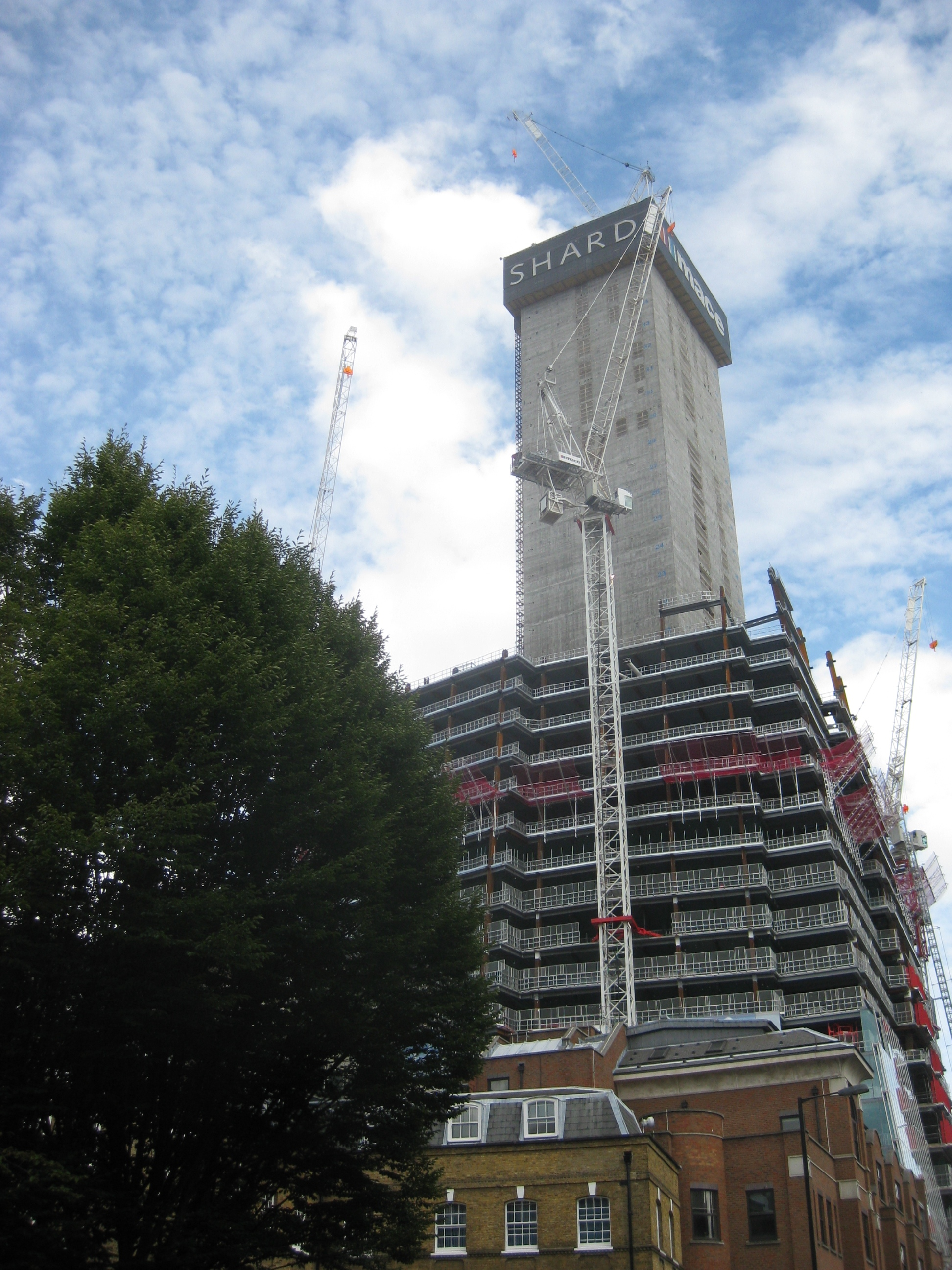
2010年7月
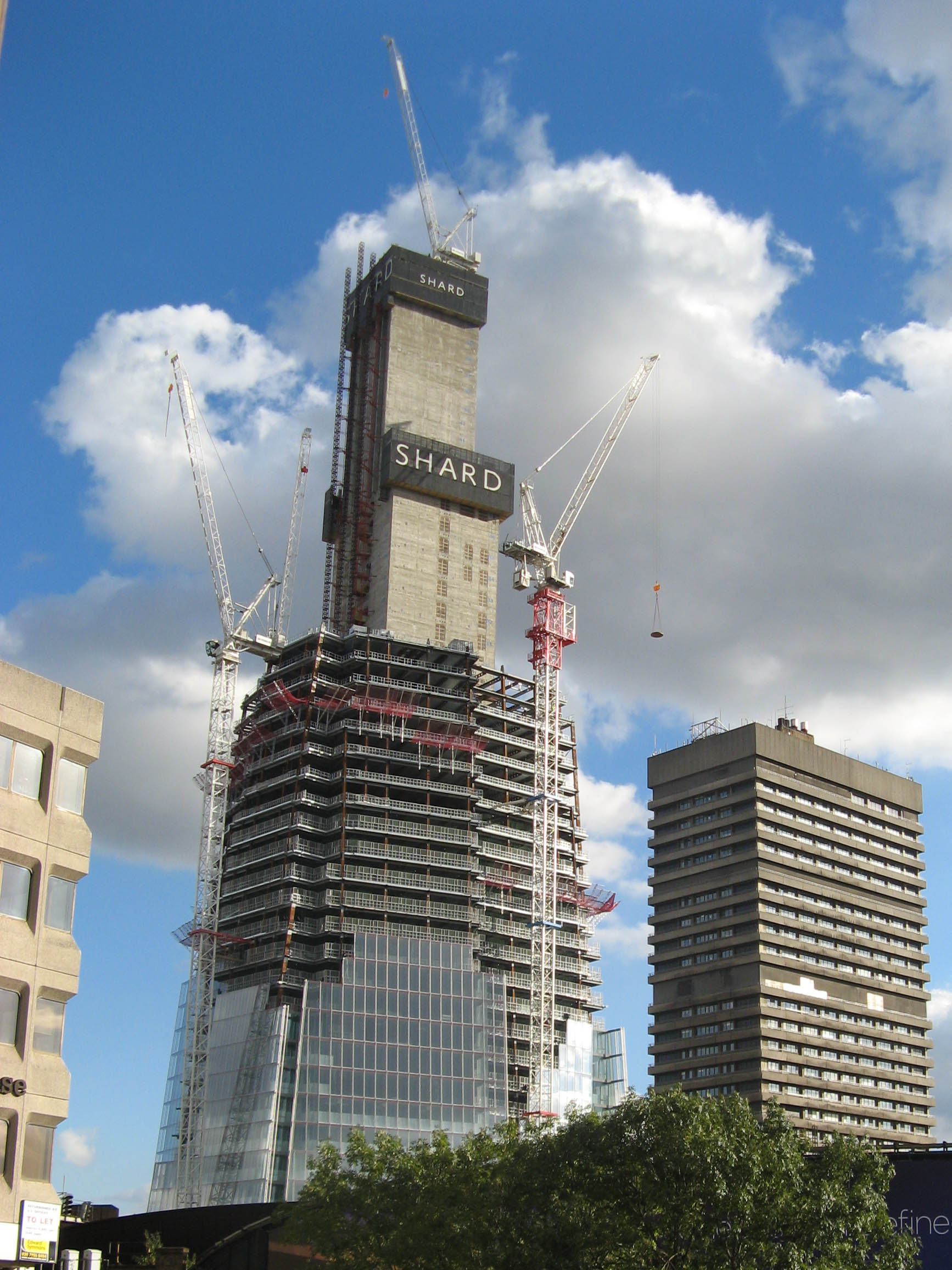
2010年9月
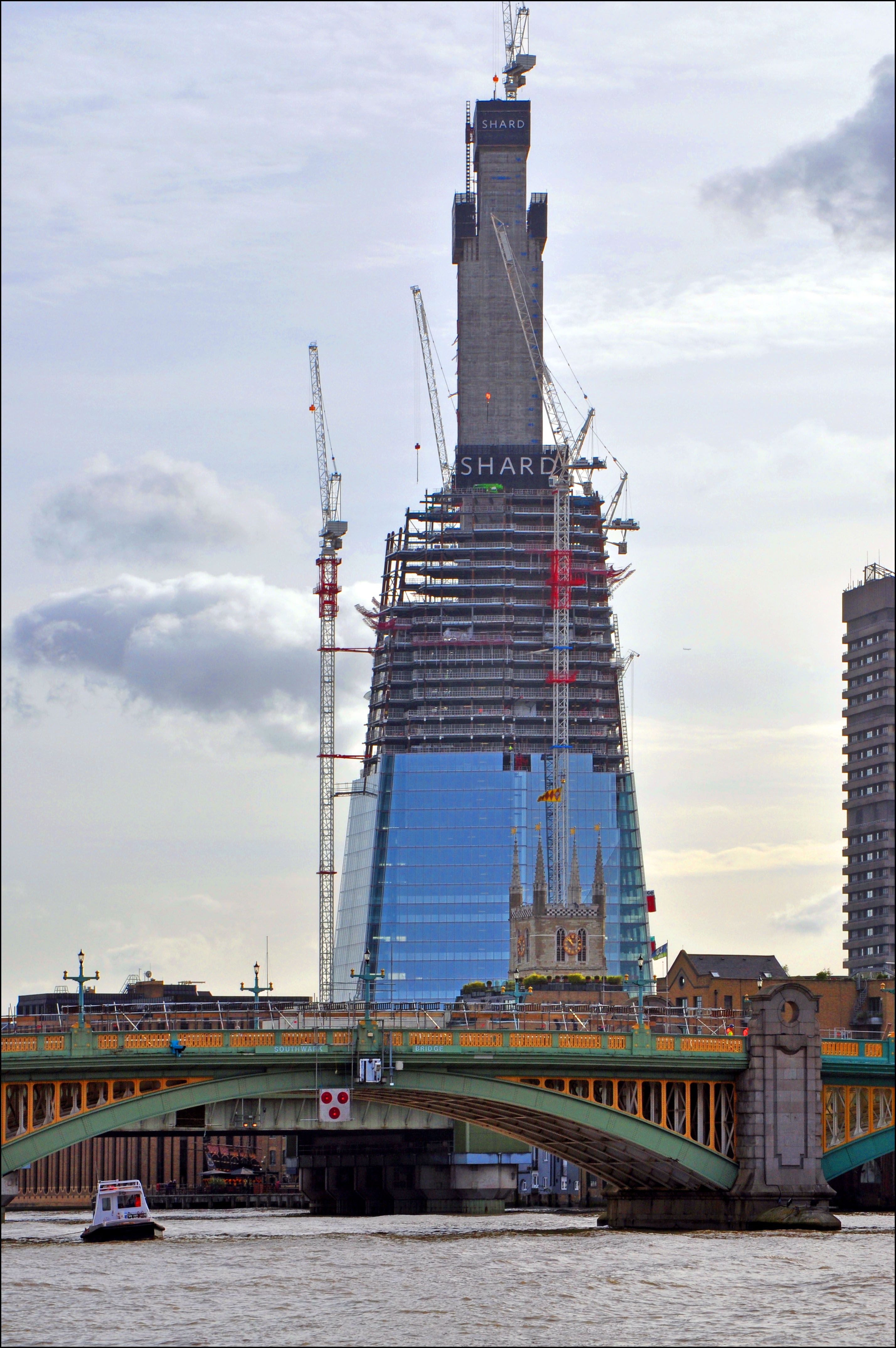
2010年11月
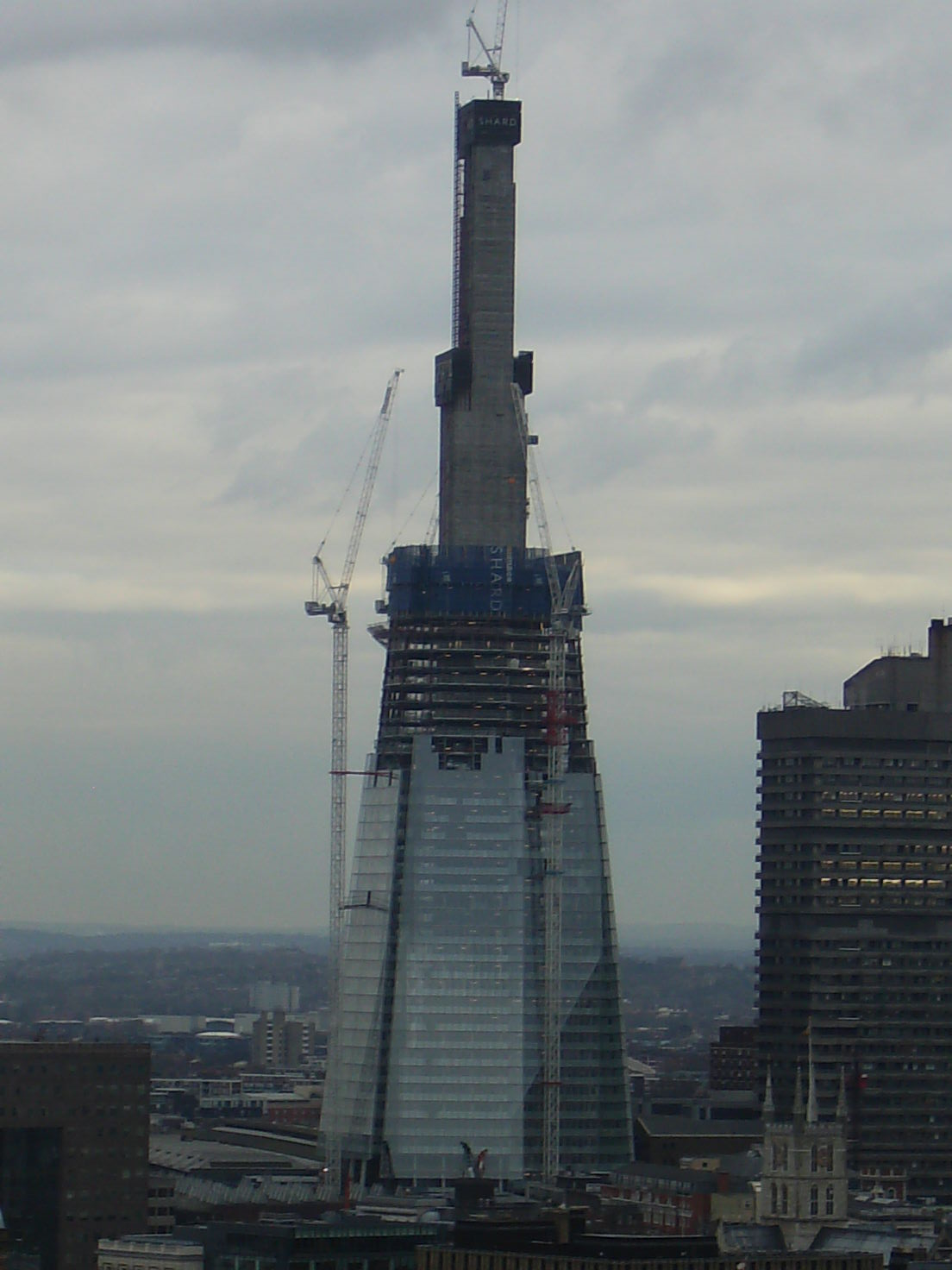
2011年1月
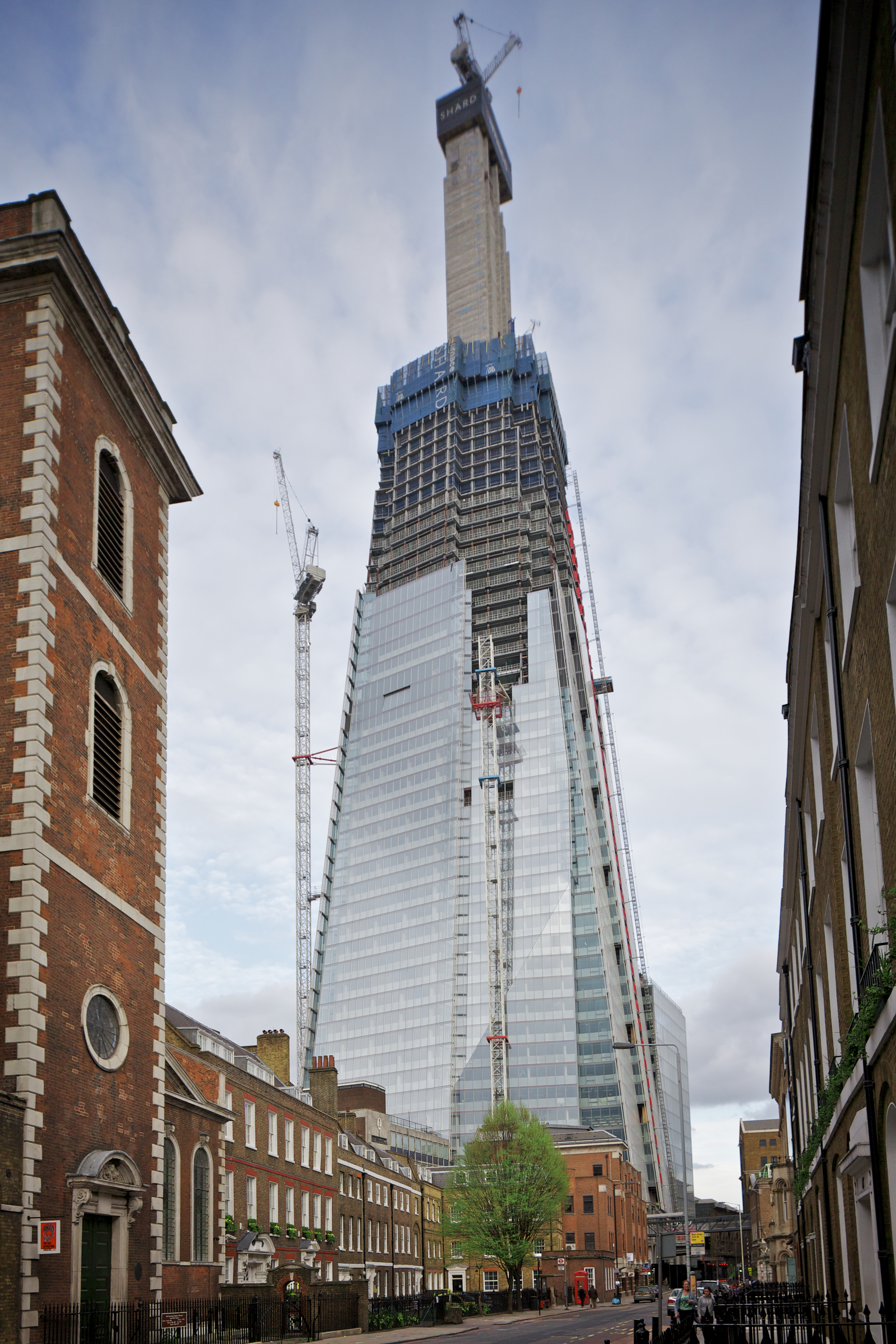
2011年4月
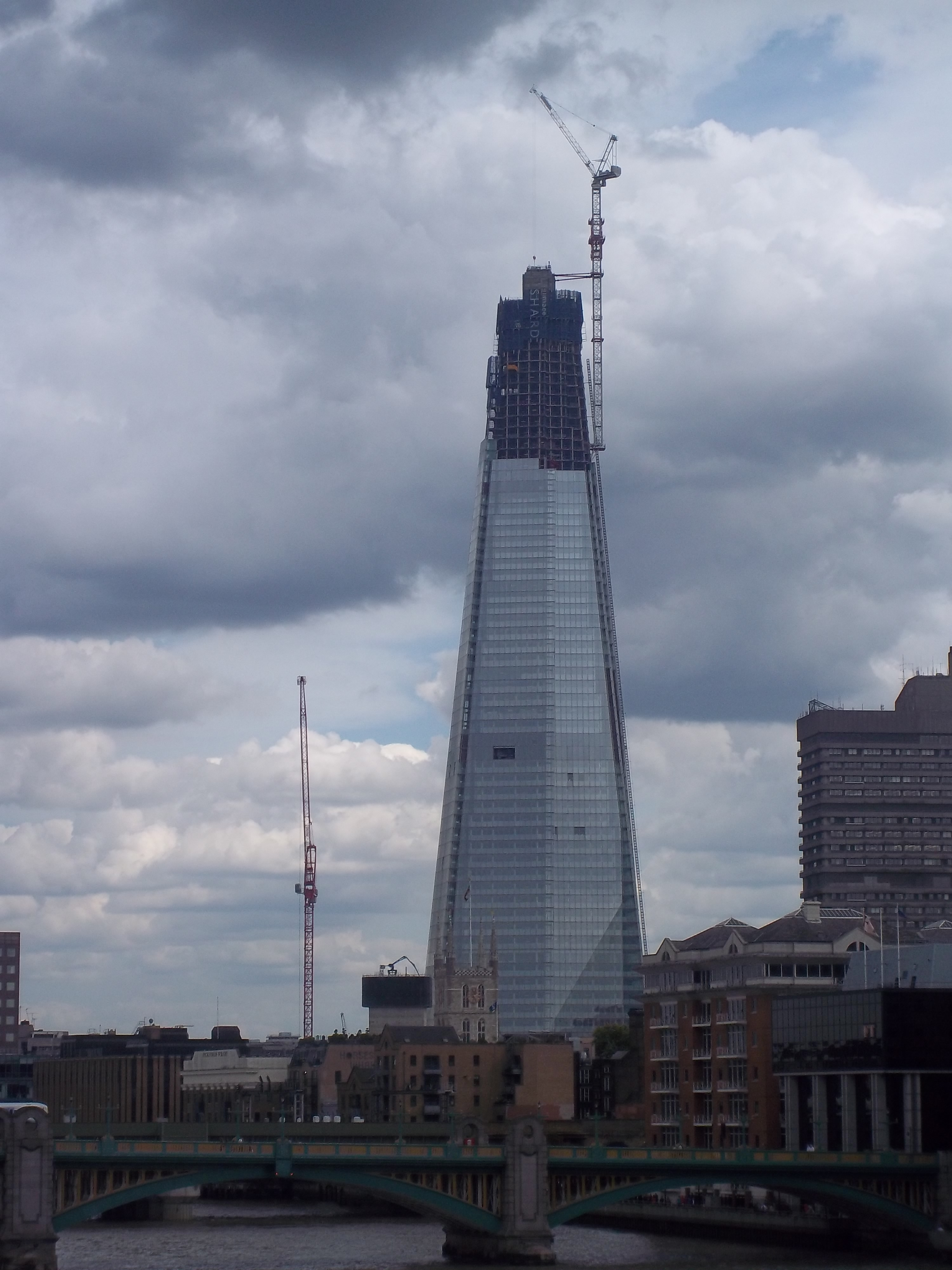
2011年8月
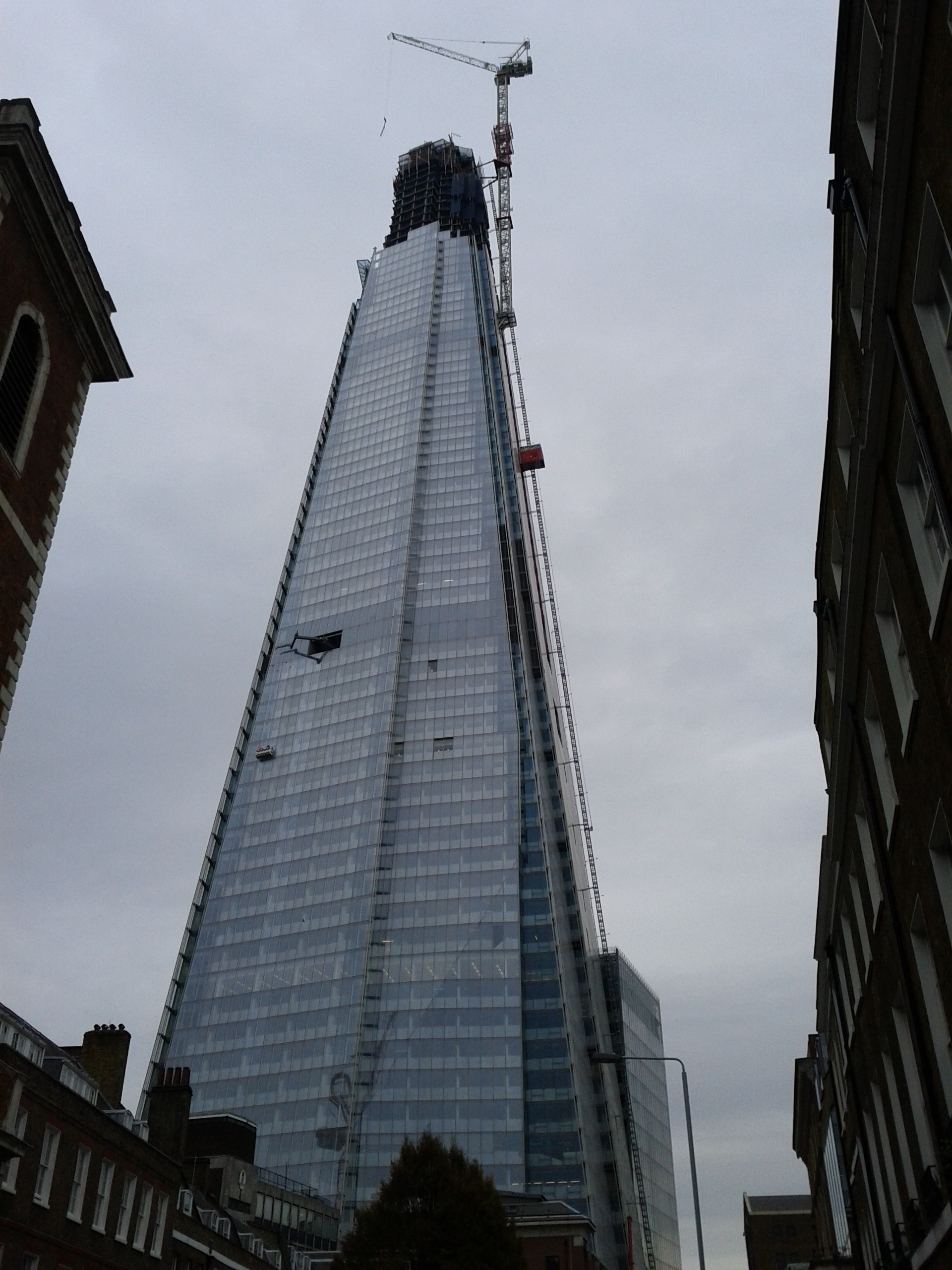
2011年10月
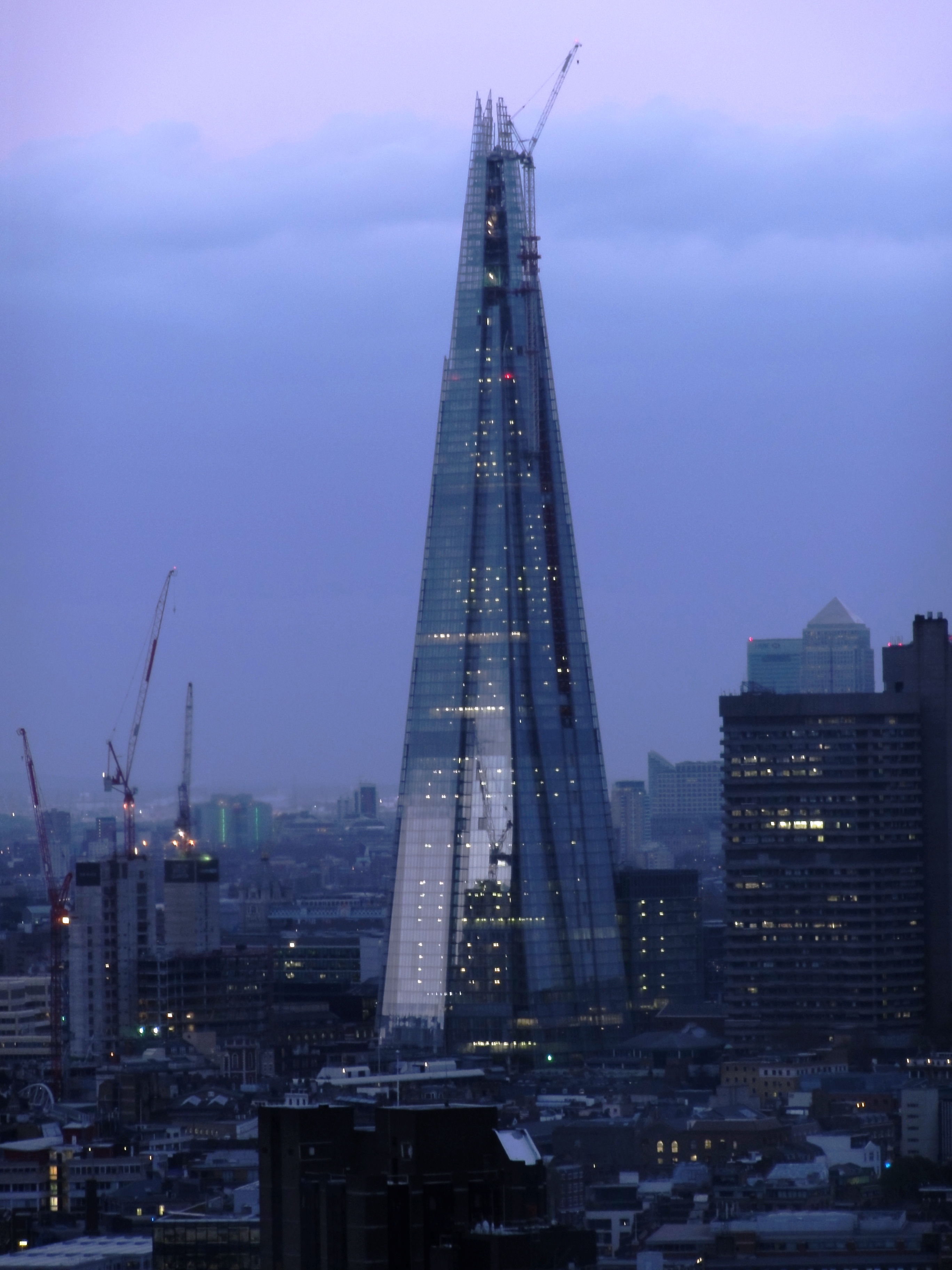
2012年4月
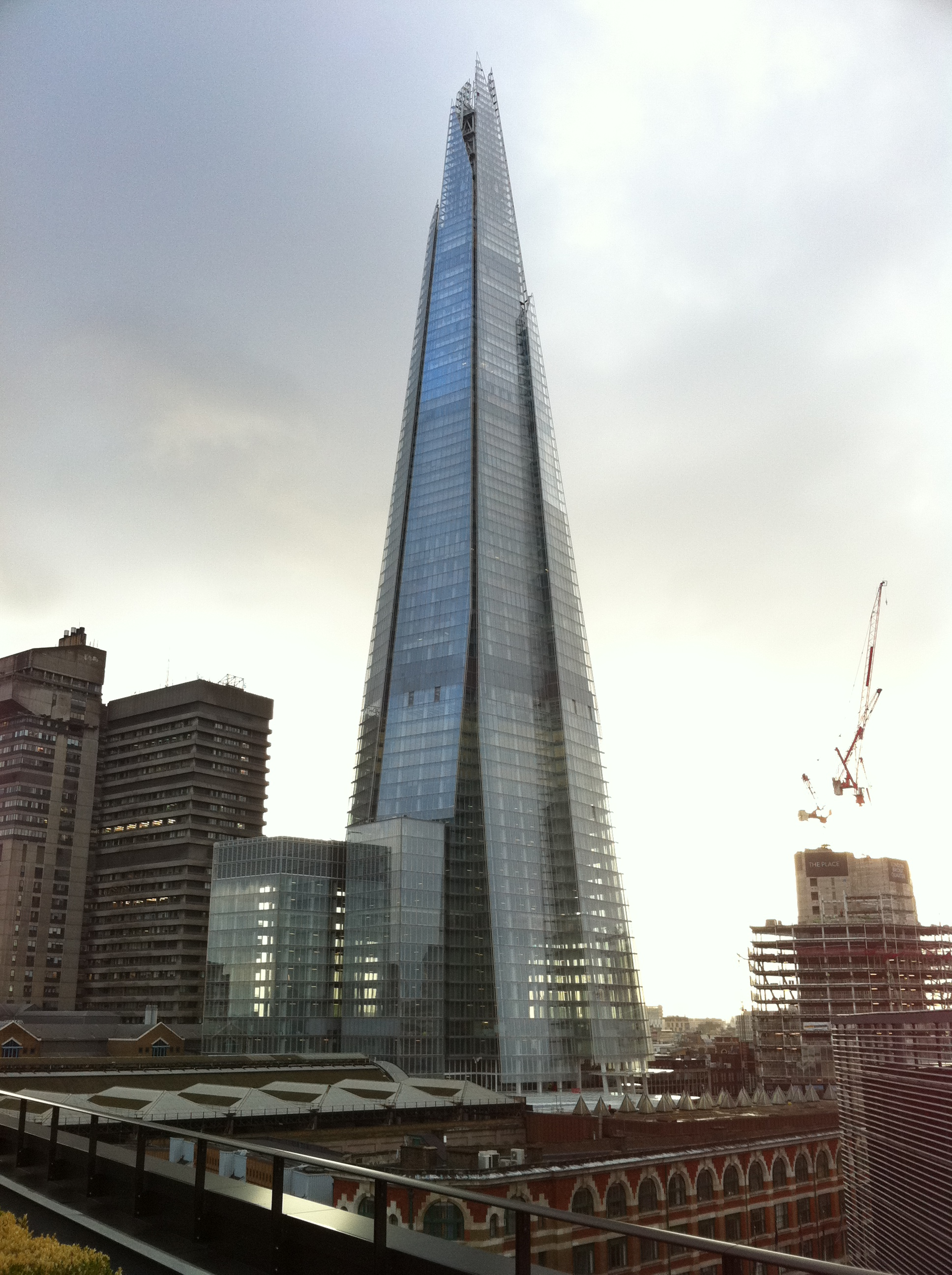
2012年5月
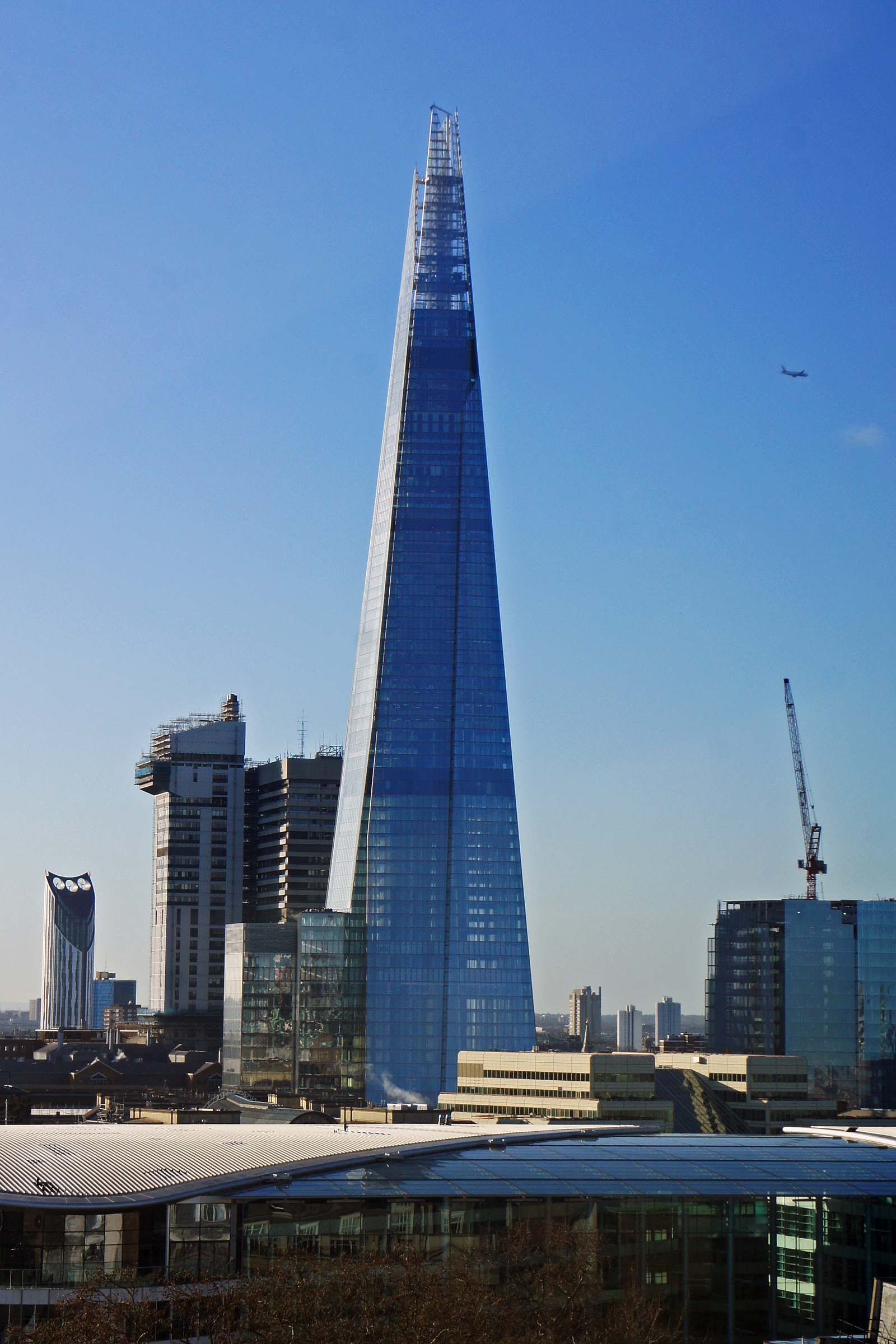
2013年1月
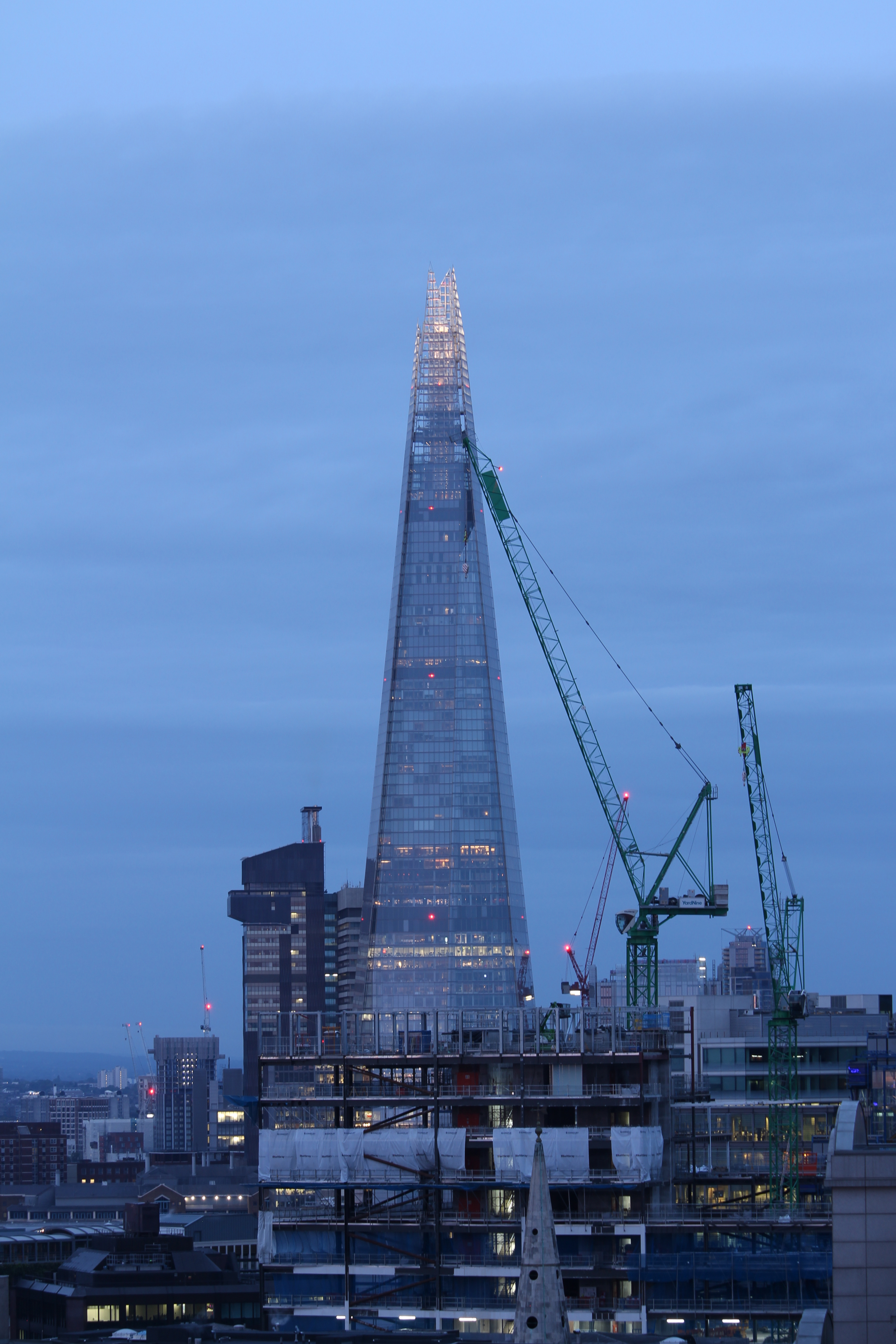
2013年8月（竣工）

## 城市探险、BASE跳伞和攀爬
2011年12月，一群自称“地点黑客”的娱乐探险者规避了安全措施，来到了碎片大楼工地的顶部，途中攀爬了其中一台最高的起重机。他们后来在互联网上发布了从碎片顶部拍摄的伦敦天际线照片，引起了广泛的媒体关注。该小组的一名成员，牛津大学研究员布拉德利·加勒特（Bradley Garrett）后来向各种新闻媒体透露，在建设期间有20多名“城市探险者”曾到达过建筑物的顶部。在2012年发表在《Domus》杂志上的一篇文章中，加勒特写道，“城市中的地点的概念障碍是通过一种工程化的排除过程引发的”，探险者们正在“培养金钱买不到的创意城市”。
据报道，BASE跳伞者在2009年至2012年期间从碎片大楼跳伞超过十次。据称，埃塞克斯郡屋顶工人丹·维查尔斯（Dan Witchalls）进行了四次跳伞，其中一次跳伞的过程中使用了一台头盔安装的摄像机。最高的跳伞据说是从260（850英尺）的高度跳下的。 2016年3月，另一名人从碎片大楼跳伞。
2012年9月3日，包括Prince Andrew, Duke of York在内的40人团队从大楼的第87层进行了绳降。这一壮举是为了为Outward Bound Trust和皇家海军慈善信托基金筹集资金而进行的。2012年11月，法国城市攀爬者Alain Robert被保安人员发现在建筑物内。在月底，碎片的所有者赢得了一项禁令，以防止他进入或攀爬大楼。
2013年7月11日，六名女性Greenpeace志愿者攀爬上了碎片大楼，并展开了一面旗帜，抗议Royal Dutch Shell进行的北极石油钻探。她们宣称她们是“经验丰富的攀爬者”，但医疗人员仍被召唤到了大楼的底部。碎片的工作人员关闭了塔楼的观景台，并在攀爬过程中向这些女性提供了安全指导和其他建议。在完成了长达16小时的攀爬后，这六名女性被警察以涉嫌寻衅滋事的罪名逮捕。

## 外部連結
- 碎片大廈
- 碎片大厦的X（前Twitter）